# Museo de Carruajes Zamar
El Museo de Carruajes y Motocicletas Zamar es un museo privado dedicado al transporte, situado en la diputación cartagenera de El Algar (Murcia), que acoge una gran colección de carruajes y motocicletas, que abarca desde el siglo XVII a la actualidad.

## Historia
La inmensa colección de carruajes se debe a la afición que sentían por estos los propietarios de la yeguada Zamar, dedicados a la cría del caballo andaluz (llamado oficialmente Pura Raza Española), y que fueron reuniendo en su finca hasta que pensaron en su interés como exposición permanente, naciendo entonces la idea del museo.
Por otra parte, las motocicletas antiguas eran la otra gran pasión de los propietarios de Zamar, de modo que a los carros se unieron motos clásicas, algunas rescatadas de desguaces y convenientemente restauradas, en algunos casos durante mucho tiempo. El edificio escogido para albergar la exposición fue una nave industrial, en la que se instalaron las piezas utilizando diversos criterios para ordenarlas, como el estilo, la procedencia o la cronología.

## Exposición
El museo se distribuye en cuatro espacios: por un lado se exhiben los carruajes, luego las motocicletas clásicas, la sección de aperos de labranza y finalmente la tienda del museo. La zona de carruajes muestra modelos de diversas partes del mundo, muchos de ellos restaurados a causa del mal estado en que fueron adquiridos. Los carros están categorizados según el uso que se les dio, de forma que podemos encontrar los utilizados para transporte de personas, los de carga, los que servían para romerías, los de uso nobiliario, etc. Destacan las berlinas, breaks, calesas, faetones, manolas, milords, sociables y volantas o voiturés.
La siguiente estancia contiene a modo de muestrario etnológico del Campo de Cartagena diversos aperos aplicados a la agricultura, y viene seguida del repertorio de motos antiguas, una variada colección que comprende las principales marcas históricas, tanto españolas como extranjeras.
Las motocicletas se exponen en perfecto estado de conservación, con su color original de carrocería y en condiciones de funcionamiento. Entre otras pueden verse: Moto Guzzi Airone 500, Peugeot Type 125, Lanch 74, Soyer 350, BSA 500, vespas y Lube Renn. En algunos casos no se pudo encontrar las piezas originales, y tuvieron que reproducirse artesanalmente mediante encargo a maestros torneros.